# Hannah Montana-afsnit
Hannah Montana er en amerikansk tv-serie, der blev skabt af Michael Poryes, Richard Correll og Barry O'Brien for Disney Channel. Serien er på 99 afsnit fordelt på fire sæsoner, der blev sendt fra 24. marts 2006 til 16. januar 2011.
Serien handler om teenagepigen Miley Stewart (spillet af Miley Cyrus), der lever et dobbeltliv som almindelig skolepige om dagen og som den berømte popsanger Hannah Montana om aftenen. Hun holder imidlertid sin rigtige identitet hemmelig undtagen for familien og nogle få nære venner.

## Serieoversigt
| Sæson | Sæson | Afsnit | Oprindelig sendt | Oprindelig sendt |
| Sæson | Sæson | Afsnit | Start            | Slut             |
| ----- | ----- | ------ | ---------------- | ---------------- |
|       | 1     | 26     | 24. marts 2006   | 30. marts 2007   |
|       | 2     | 30     | 23. april 2007   | 12. oktober 2008 |
|       | 3     | 30     | 2. november 2008 | 14. marts 2010   |
|       | 4     | 13     | 11. juli 2010    | 16. januar 2011  |
|       | Film  | 2      | 1. februar 2008  | 10. april 2009   |

## Afsnit

### Sæson 1  (2006–2007)
| Nr. i serien | Nr. i sæson | Titel                                                      | Instruktør            | Forfatter | Oprindelig sendedato i USA | Oprindelig sendedato i Danmark | Produktionskode |
| --- | ----------- | ---------------------------------------------------------- | --------------------- | --- | -------------------------- | ------------------------------ | --------------- |
| 1 | 1           | "Lilly, Do You Want to Know a Secret?"                     | Lee Shallat-Chemel    | Manuskript af: Michael Poryes, Gary Dontzig & Steven Peterman Historie af: Michael Poryes, Rich Correll & Barry O'Brien | 24. marts 2006             | 29. september 2006             | 101             |
| Miley er urolig over, hvordan Lilly ville reagere, hvis hun fortalte at hun var Hannah Montana. Hun overvejer det, men undlader dog at fortælle det. Til en koncert bryder Lilly ind i Hannahs omklædningsrum og Lilly genkender Miley inde under parykken. Da Lilly finder ud af det, ser hun en mulighed for at blive populær. Miley vil bare ikke have at nogen skal vide det. Da Lilly endelig indser at det er en dum idé at afsløre det, bliver de venner igen. |             |                                                            |                       | |                            |                                |                 |
| 2 | 2           | "Miley Get Your Gum"                                       | David Kendall         | Michael Poryes | 31. marts 2006             | 29. september 2006             | 103             |
| Oliver er blevet smask forelsket i Hannah Montana, som jo rent faktisk er hans bedste veninde Miley! Og da hun ikke er forelsket i ham, kan det blive virkelig svært for hende. Men da Oliver prøver at fortælle Hannah om hans følelser, bliver Miley nødt til at fortælle Oliver hendes hemmelighed. Jackson har købt sig en tøse bil, som han kalder sin "helt nye brugte bil", men han er ikke særlig glad for hans tøseøse. Men det skal Hr. Stewart nok ordne. |             |                                                            |                       | |                            |                                |                 |
| 3 | 3           | "She's a Supersneak"                                       | David Kendall         | Kim Friese | 7. april 2006              | 6. oktober 2006                | 105             |
| Miley og Jackson skal blive hjemme og lave deres kedelige lektier alene hjemme, men i stedet sniger de sig ud af huset for at se den nye film i biografen. Men der for de et syn de aldrig vil glemme. Deres far står sammen med en dame og det sker mange dage, da de faktisk tænker over at han kommer sent hjem hver dag. Og det er ikke noget Miley er særligt begejstret for. |             |                                                            |                       | |                            |                                |                 |
| 4 | 4           | "I Can't Make You Love Hannah if You Don't"                | Roger S. Christansen  | Kim Friese | 14. april 2006             | 6. oktober 2006                | 108             |
| Mileys drømmefyr har inviteret Miley ud, men hurtigt finder hun ud af, at han ikke kan lide Hannah Montana. Men han prøver at give hende en chance og tager af sted til en Hannah Montana koncert med Miley. Men når man skal være to steder på én gang kan tingene hurtigt blive besværlige. Imens er Jackson blevet forelsket i Coopers lillesøster og det bliver han nødt til at holde skjult, men det er lidt svært når Jackson faktisk rigtig bare vil være sammen med Cooper i stedet for at lyve for ham. |             |                                                            |                       | |                            |                                |                 |
| 5 | 5           | "It's My Party and I'll Lie if I Want To"                  | Roger S. Christiansen | Douglas Lieblein | 21. april 2006             | 13. oktober 2006               | 102             |
| Hannah Montana er inviteret til en stor fest for Kelly Clarkson men de andre vil ikke have Lilly med så Miley er nødt til at lyve for hende og siger at festen er aflyst men Miley tager der hen men vil hjem igen fordi hun ikke syntes det er sjov uden Lilly... men en fotograf tager et billede af Hannah Montana til festen og kommer det i avisen og Miley prøver at gøre alt for at Lilly ikke ser det men til sidst finder Lilly ud af det og Miley siger sandheden hun følger med alle ud på toilettet som er kendte og har gået rundt med chokolade skæg i en time.. og Lilly forstår det. |             |                                                            |                       | |                            |                                |                 |
| 6 | 6           | "Grandmas Don't Let Your Babies Grow Up to Play Favorites" | Roger S. Christansen  | Douglas Lieblein | 28. april 2006             | 13. oktober 2006               | 109             |
| Hannah Montana skal optræde for dronningen af England og hendes farmor kommer og skal se det men når hun er på besøg prøver hun at give Jackson alt sin opmærksomhed fordi Hannah for meget mere. Jackson skal også til volleyball finale men hans makker bliver syg så farmor tager over farmor undskylder Miley at hun ikke har haft tid til hende og alt er godt. |             |                                                            |                       | |                            |                                |                 |
| 7 | 7           | "It's a Mannequin's World"                                 | Roger S. Christansen  | Howard Meyers | 12. maj 2006               | 20. oktober 2006               | 110             |
| Miley har fødselsdag og hendes far er inde i en butik hvor der lige er lavet en mannequin dukke af Hannah Montana. Mileys far kigger på tøj men han har så dårlig smag. Miley fortæller Lilly om det og viser hende de grimmeste kjoler han har givet hende. Lilly tager ud til butikken men Robby Ray er der og hun finder en jakke han kan give hende. han tager den men da hun åbner den til fødselsdagen er det en pink trøje med en kat på der kan sige miav. Miley vil lægge den på grillen men Robby Ray har lavet en fest så alle kan se hende i den. Amber og Ashley vil tage billeder med trøjen i årsbogen og driller hende med den. Men netop som hun skal til at forsvare sig ser hun sin far og i stedet træder hun frem og forsvare trøjen. Til sidst laver Miley og Oliver en dans/sang med Mileys kattetrøje og Olivers hundetrøje. |             |                                                            |                       | |                            |                                |                 |
| 8 | 8           | "Mascot Love"                                              | Roger S. Christansen  | Sally Lapiduss | 26. maj 2006               | 20. oktober 2006               | 111             |
| Miley og Lilly har ikke så meget tid sammen fordi Miley er Hannah Montana så de beslutter at begynde til chearleadning. Men Miley og Lilly for det ikke helt som de havde regnet med. Fordi det er kun Lilly der kommer på holdet og Miley bliver maskotten den lille pirat på trehjulet cykel. Men da Miley bliver fyret vil Lilly ikke stoppe fordi hun syntes at det er sjovt, så de bliver uvenner. Men dagen efter skal Miley som Hannah Montana til koncert ved nogle seje fyre men hun bliver med Lilly og dropper koncerten og Lilly bliver ved med chearleadning. |             |                                                            |                       | |                            |                                |                 |
| 9 | 9           | "Ooo, Ooo, Itchy Woman"                                    | David Kendall         | Gary Dontzig & Steven Peterman                                                                                          | 10. juni 2006              | 27. oktober 2006               | 104             |
| Mileys klasse skal på campingtur og Lilly og hende selv skal sove i telt sammen med Amber og Ashley. Men der bliver et være rod. de skændes og er sure. Oliver skal lægge i telt med nogle dumme drenge som driller og gør nar af ham. Så om natten har Oliver og Miley og Lilly aftalt at de vil skræmme Amber og Ashley. Oliver rykker i teltet og Miley og Lilly bliver trækket ud og lader som om de brækker ben. Men de kommer til at gemme sig i et bed med brændenælder. Miley skal til interview med Hannah Montana og det kløer efter brænælderne. Så Hannah må sammen med Lola (Lilly i forklædning) lave klø dansen som er meget smit som siger de. |             |                                                            |                       | |                            |                                |                 |
| 10 | 10          | "O Say, Can You Remember the Words?"                       | Lee Shallat-Chemel    | Sally Lapiduss | 30. juni 2006              | 27. oktober 2006               | 113             |
| Miley skal til drama og hun får Oliver som makker. Han er ikke særlig god til det og da hun siger det til sin far kommer han til at høre det ved et uheld, så han bliver sur. Miley har det så dårligt med det at som Hannah Montana, da hun skal synge national sangen, glemmer hun teksten og da hun skal optræde på scenen som Hannah Montana kan hun ikke huske sin egen sang tekst. Men så kommer Oliver og redder det og hun kan huske det igen og hun undskylder Oliver. Jackson har fået besked på at gemme slik for Rico og spiser det selv men han bliver glad for det og kan ikke stoppe med at spise slik. Men da han så drømmer at han sidder i en stol med meget slik omkring sig og Rico så kommer og er stærk med en masse lækre tøser dropper han slikket. |             |                                                            |                       | |                            |                                |                 |
| 11 | 11          | "Oops! I Meddled Again!"                                   | Chip Hurd             | Lisa Albert | 15. juli 2006              | 3. november 2006               | 107             |
| En pige med navn Becca Weller har skrevet en mail til Hannah Montana, og Miley og Lilly finder hurtigt ud af at det er Becca fra deres skole. Hun skriver hun er vildt forelsket i en dreng tre skabe væk fra hende´, som viser sig at være Oliver. De siger det til Oliver, og pludselig ved han ikke, hvad han hedder. Men han inviterer hende ud, men da hun sender nogle flere mails, går det helt galt, så Oliver må slå op, men det skal han ikke alligevel, så Miley tager et kyllingekostume på og flyver hen til dem. Det går ikke bedre for Jackson. Den lille plageånd Rico for ham til at fare rundt og til sidst skal han have kyllingekostume på men fordi Miley skal redde Oliver skal hun tage det på i stedet for Jackson. |             |                                                            |                       | |                            |                                |                 |
| 12 | 12          | "On the Road Again?"                                       | Roger S. Christiansen | Steven James Meyer | 28. juli 2006              | 3. november 2006               | 112             |
| Hannah Montana har været til koncert og har boet på the Tipton hotel, og da slik pigen Maddie genkender Robby Ray som også var stjerne bliver hun ælde vild og siger til Hannah at hun ikke kunne leve med sig selv, hvis hun vidste at det var hende selv der holdt Robby Ray tilbage. Så i løbet af ugen sørger Miley for at hendes far kommer op at optræde igen. Men da Rozy så skal passe Miley og Jackson er hun lidt for meget hun slipper dem ikke af syne, 'fordi Rozy er som en puma'. Så til sidst tager de hen til koncerten og de for deres far med hjem igen. Note: Tredje del af crossover-trilogien That's So Suite Life of Hannah Montana med That's So Raven, Hannah Montana og Zack og Codys Søde Hotelliv. |             |                                                            |                       | |                            |                                |                 |
| 13 | 13          | "You're So Vain, You Probably Think This Zit is About You" | Chip Hurd             | Todd J. Greenwald | 12. december 2006          | 3. november 2006               | 106             |
| 14 | 14          | "New Kid in School"                                        | Kenneth Shapiro       | Todd J. Greenwald | 18. august 2006            | 10. november 2006              | 114             |
| Zombiejægeren Jake Ryan er lige begyndt på skolen og vil være som et almindeligt menneske. Men alle hænger op af ham og han må alt for lærerne og han for Mileys skab bygget fire gange ud til ham. Til sidst bliver hun så sur at hun fortæller en journalist at hun er Hannah Montana men hun fortryder det og hendes far for en god idé til, hvordan hun kommer ud af krisen efter at hun skal komme om efter middagen og han siger alt muligt som at hun var Olsen-tvillingerne i sidste uge begge på en gang og han redder hende. |             |                                                            |                       | |                            |                                |                 |
| 15 | 15          | "More Than a Zombie to Me"                                 | Roger S. Christiansen | Steven Peterman | 8. september 2006          | 10. november 2006              | 116             |
| Efter den nye dreng "zombiejægeren Jake Ryan" er begyndt har Miley været sur på ham. Hun kan ikke lide ham hun syntes han er selv glad, men da hun får at vide, at hun skal spille sammen med ham sker der noget. Hannah prøver at overtale ham der laver serien om at hun ikke skal kysse Jake men det bliver som det er sagt. Men da Jake så endelig skal til at kysse Hannah bliver Hannah/Miley forelsket i ham. Men ham der laver serien stopper lige da de er en millimeter fra hinanden. Kysset bliver aflyst og hun skal kysse zombiehunden i stedet for Jake Ryan. Til 70'er festen på skolen har Jake inviteret Lilly fordi Miley sagde nej til ham tre gange, men nu vil Miley have ham. Men Lilly vil ikke give Jake til hende, så Miley klæder sig vildt lækkert på og Lilly og Miley slås om Jake til sidst bliver de så sure at de smider hinanden i maden. Ude på toilettet undskylder de hinanden og gider ikke snakke med Jake mere. |             |                                                            |                       | |                            |                                |                 |
| 16 | 16          | "Good Golly, Miss Dolly"                                   | Roger S. Christiansen | Sally Lapiduss | 29. september 2006         | 17. november 2006              | 118             |
| Mileys gudmor tante Dolly og Miley afsløre at hun er forelsket i Jake Ryan. Men hun kommer til at sige det ind i et videokamera som hun har med som er tændt og Oliver kommer sammen med Lilly og beder Miley sige farvel i en video til deres rektor som skal på pension. Men kameraerne er ens og Oliver tager det forkerte til klipning og klippene er Jake Ryan, så han kan se Miley sige det hvis de ikke for det igen. Så tante Dolly sniger sig ind på skolen sammen med dem og leger rengøringskvinde mens Miley tager båndet. Men Miley får dog lidt burger, pomfritter og milkshake i hovedet i en skrælle spand hun gemmer sig i. Dagen efter på skolen vil Miley sige til Jake at hun godt kan lide ham, men hun ventede for længe og Jake er begyndt at flirte med en pige der hedder Rachel. Miley bliver lidt ked af det, men hendes far og tante Dolly hjælper hende igen. |             |                                                            |                       | |                            |                                |                 |
| 17 | 17          | "Torn Between Two Hannahs"                                 | Roger S. Christiansen | Manuskript af: Todd J. Greenwald Historie af: Valerie Ahern & Christian McLaughlin                                      | 14. oktober 2006           | 17. november 2006              | 126             |
| Mileys kusine Luann kommer på besøg, men Miley har aldrig været så glad for hende. Så Miley er knap så rar ved hende hele tiden, og hun ligner Miley på en prik. Men Luanne bliver ked af det og Miley undskylder hende og de er gode venner for en stund. Luann er jaloux på Miley med at hun er Hannah Montana og efter at Miley inviterede hende med til en stor fest men Luann tager Miley's paryk og spærre Miley inde i hendes skab og tager til fest med Lilly som er klædt ud som Lola. Miley kommer fri og ringer til Oliver og beder ham køre hende derover. Derovre vil Luann afsløre Mileys hemmelig hed ved at tage parykken af men de når at stoppe hende. De ved ikke hvem der er den rigtige Miley og derfor får Oliver en idé han siger "begge to kys mig!" Luann siger "Okay!", men Miley siger "Aad..!", og Oliver ved at den rigtige Miley er hende der sagde "aad..!", fordi Luann godt kan lide Oliver lidt, og Miley vil aldrig kysse Oliver. Miley's far undskylder, at han ikke troede på at Luann var ond. |             |                                                            |                       | |                            |                                |                 |
| 18 | 18          | "People Who Use People"                                    | Shannon Flynn         | Michael Poryes | 3. november 2006           | 24. november 2006              | 119             |
| Miley har været lun på Jake længe, og da hun er til en overrækning for "bedste teennager kys" med Jake, får hun at vide at han har slået op med sin kæreste, men da hun lige tror at han er fri ser hun ham med en anden pige. Miley finder sin egen dreng som hedder Willis som hun kan spille lækker overfor, og da hun finder ud af at han er afgangselev bruger hun også det mod Jake. Hun gør det for at han kan se at det er Miley han vil have og ikke den anden pige. Men uden hun ved det er det det samme som Jake har gang i. Til en bowlingfest hvor alle fire er der finder Miley ud af at Willis kun er afgangselev for femte klasse, hvilket vil sige at han kun er 11 år. Miley møder Jake dagen efter og tror at han har sagt til alle at hun var på date med en på 11 år. Men Jake er så sød at han kunne se hvor ked af det hun var og havde derfor ikke sagt noget. Miley og Jake vil ikke være den første der indrømmer at de kan lide hinanden, så Jake kysser Miley og de bliver kærester. Da Jake invitere Miley ud på date siger han "Vil du med ud at spise lørdag aften om 4 måneder?", fordi han skal lave en film og så bruger Miley, Miley Stewart-finten som er at kaste ham ned af en lille skrænt. |             |                                                            |                       | |                            |                                |                 |
| 19 | 19          | "Money for Nothing, Guilt for Free"                        | Roger S. Christiansen | Heather Wordham | 26. november 2006          | 5. januar 2007                 | 115             |
| Mileys lærer vil have at alle skal samle penge ind til velgørenhed. Men Amber og Ashley har forældre i en bank og de vil give mange penge. Men Miley, Lilly og Oliver slider i det og får næsten ingen penge. Så til sidst finder de ud af at Hannah Montana sikkert vil kunne skaffe nok penge, hvilket lykkedes. Men da Sarah fra deres klasse så kommer forbi og fortæller hvor meget hun har slit for at gøre et formål og vil bruge alle 300$ man vinder til gode formål, beslutter de tre venner at give alle deres penge til hende. Men hun vil ikke have dem, så om aftenen på et marked giver Hannah Montana pengene væk. Men Oliver er kommet til at sige at Sarah havde så mange penge så Amber og Ashley havde fået flere af banken. Men deres billede bliver et i suppekøkkenet efter at Lilly og Miley siger at de vil gøre rent i det meget beskidte suppekøkken, og det vil de aldrig blive trætte af. |             |                                                            |                       | |                            |                                |                 |
| 20 | 20          | "Debt It Be"                                               | Roger S. Christiansen | Heather Wordham & Sally Lapiduss                                                                                        | 1. december 2006           | 12. januar 2007                | 120             |
| Mileys far Robby Ray vil give Jackson og Miley et kreditkort, og siger at de kun må bruge det i nødstilfælde. Men Miley er på et loppemarked med Lilly og kommer til at bruge for mange penge. Men da hun vil give tingene igen og have pengene tilbage, er markedet væk. Jackson får en idé med at hun kan sælge de Hannah Montana ting, som hun ikke bruger på internettet. Jackson finder et par øreringe og dem sælger de med meget andet. Men de ved ikke at deres far har kigget og finder ud af det og han siger at øreringene skal dem hun har fået dem af skal have dem tilbage. Miley finder damen der har købt dem og der bliver problemer med at få dem tilbage. Og til sidst giver deres far dem en ordentlig lærestreg da det nummer med damen var et han havde planlagt. |             |                                                            |                       | |                            |                                |                 |
| 21 | 21          | "My Boyfriend's Jackson and There's Gonna Be Trouble"      | Roger S. Christiansen | Andrew Green & Sally Lapiduss                                                                                           | 1. januar 2007             | 19. januar 2007                | 124             |
| En fotograf følger med hjem til Hannah Montana og tror at Jackson er hendes kæreste. Det står i avisen og alle er chokeret at dem hun kender. Det er meningen at Jackson skal slå op med Hannah til en stor fest hvor pressen sikkert vil få et kig. Men da Jackson får et sejt ur, en ny ven og sej bil siger han i stedet for "Jeg elsker dig Hannah!". Miley er sur da de kommer hjem, men Jackson får hende overtalt til bare at holde det i en uge. Men i løbet af to dage har han glemt sin bedste ven og Miley er ved at få nok af ham. Til et interview med Hannah siger hun at hun er færdig med Jackson, men så kommer Jackson og alle kan bedre lide ham end Hannah. Miley bliver ked af det i sig selv, men Jackson gør det hele godt igen og siger at det er Miley der gik med til at lade som om de var kærester. |             |                                                            |                       | |                            |                                |                 |
| 22 | 22          | "We Are Family, Now Get Me Some Water!"                    | Roger S. Christiansen | Jay J. Demopoulos & Andrew Green                                                                                        | 7. januar 2007             | 26. januar 2007                | 122             |
| Miley får ved et uheld Jackson fyret fra sit job og han bliver nødt til at være Hannah Montanas assistent. Men Jackson får lavet vildt meget rod i det hele og det går så dårligt, at han kommer til at skade en drengs ryg. Det viser sig, at det er den dreng Hannah Montana skulle have danset med til premieren for hendes nye sang 'I Got Nerve', så Jackson bliver nødt til at danse og uden at Hannah ved det. Jackson laver rod i det hele og han ved godt at han er fyret. Men Miley har det dårligt over at han ikke har noget job så hun klager til Rico og han siger at Jackson må komme tilbage, hvis at Miley danser med ham til den store dansekonkurrence og det ender godt. |             |                                                            |                       | |                            |                                |                 |
| 23 | 23          | "Schooly Bully"                                            | Roger S. Christiansen | Douglas Lieblein & Heather Wordham                                                                                      | 19. januar 2007            | 2. februar 2007                | 125             |
| Der begynder en ny pige på Mileys skole med øgenavnet "Knækkeren". Hun er stærk og alle er bange for hende. Miley er ikke så sikker på at hun er så slem som hun ser ud til så hun prøver at blive venner, hvilket hun dog fortryder. Miley og Lilly blive filtret sammen i håret for læbestift i ansigtet og er ved at blive tæsket. Men så kommer Roxy og siger til dem at de skal sige det til inspektøren men de vil ikke. Så Roxy klæder sig ud som et barn og flytter til skolen og beskytter dem så meget at de går amok over det og sådan for man dem til at sige det fordi Roxy er som en puma. |             |                                                            |                       | |                            |                                |                 |
| 24 | 24          | "The Idol Side of Me"                                      | Fred Savage           | Douglas Lieblein | 9. februar 2007            | ?                              | 117             |
| 25 | 25          | "Smells Like Teen Sellout"                                 | Sheldon Epps          | Heather Wordham | 2. marts 2007              | 20. april 2007                 | 123             |
| Hannah er den første der får lov at prøve den nye parfume med hindbærlugt, men hun har et problem med hindbær. Hun brækker sig af lugten efter en gammel historie som meget lille. Men hun får en sej bil for at være med til et stort interview om parfumen. Hun lyver til interviewet, men Lilly kommer til at sige at man nogle gange griner når hun lyver og hendes onkel hikker inden interviewet, så det gør Hannah også. Manden der står for interviewet siger at han sveder som en gal når han lyver, så til sidst går det så dårligt at hun siger sandheden. Det ender godt, men hun mister bilen. |             |                                                            |                       | |                            |                                |                 |
| 26 | 26          | "Bad Moose Rising"                                         | Roger S. Christiansen | Douglas Lieblein & Steven James Meyer                                                                                   | 30. marts 2007             | 27. april 2007                 | 121             |

### Sæson 2 (2007–2008)
| Nr. i serien | Nr. i sæson | Titel                                          | Instruktør            | Forfatter                                                                 | Oprindelig sendedato i USA     | Oprindelig sendedato i Danmark | Produktionskode |
| --- | ----------- | ---------------------------------------------- | --------------------- | ------------------------------------------------------------------------- | ------------------------------ | ------------------------------ | --------------- |
| 27 | 1           | "Me and Rico Down by the Schoolyard"           | Roger S. Christiansen | Heather Wordham                                                           | 23. april 2007                 | 17. august 2007                | 203             |
| 28 | 2           | "Cuffs Will Keep Us Together"                  | Roger S. Christiansen | Steven Peterman                                                           | 24. april 2007                 | 17. august 2007                | 201             |
| 29 | 3           | "You Are So Sue-able to Me"                    | Roger S. Christiansen | Sally Lapiduss                                                            | 25. april 2007                 | 22. august 2007                | 202             |
| 30 | 4           | "Get Down, Study-udy-udy"                      | Roger S. Christiansen | Andrew Green                                                              | 26. april 2007                 | 22. august 2007                | 204             |
| 31 | 5           | "I Am Hannah, Hear Me Croak"                   | Roger S. Christiansen | Michael Poryes                                                            | 27. april 2007                 | 29. august 2007                | 206             |
| 32 | 6           | "You Gotta Not Fight for Your Right to Party"  | Jody Margolin Hahn    | Steven James Meyer                                                        | 4. maj 2007                    | 29. august 2007                | 207             |
| 33 | 7           | "My Best Friend's Boyfriend"                   | Roger S. Christiansen | Jay J. Demopoulos                                                         | 18. maj 2007                   |                                | 209             |
| 34 | 8           | "Take This Job and Love It"                    | Roger S. Christiansen | Sally Lapiduss                                                            | 16. juni 2007                  |                                | 210             |
| 35 | 9           | "Achy Jakey Heart (Part 1)"                    | Rich Correll          | Douglas Lieblein                                                          | 24. juni 2007                  |                                | 211             |
| 36 | 10          | "Achy Jakey Heart (Part 2)"                    | Roger S. Christiansen | Andrew Green                                                              | 24. juni 2007                  |                                | 212             |
| 37 | 11          | "Sleepwalk This Way"                           | Roger S. Christansen  | Heather Wordham                                                           | 7. juli 2007                   |                                | 213             |
| 38 | 12          | "When You Wish You Were the Star"              | Roger S. Christansen  | Douglas Lieblein                                                          | 14. juli 2007                  |                                | 205             |
| 39 | 13          | "I Want You to Want Me... to Go to Florida"    | Roger S. Christansen  | Michael Poryes                                                            | 21. juli 2007                  |                                | 208             |
| 40 | 14          | "Everybody Was Best-Friend Fighting"           | Jody Margolin Hahn    | Sally Lapiduss                                                            | 29. juli 2007                  |                                | 215             |
| 41 | 15          | "Song Sung Bad"                                | Roger S. Christiansen | Ingrid Escajeda                                                           | 4. august 2007                 |                                | 214             |
| 42 | 16          | "Me and Mr. Jonas and Mr. Jonas and Mr. Jonas" | Mark Cendrowski       | Douglas Lieblein                                                          | 17. august 2007                |                                | 217             |
| Robby skriver en sang til gæstestjernerne Jonas Brothers, hvilket gør hans datter Miley jaloux. Hun kommer op med en plan for at prøve at få sin far, til at tilbringe mere tid sammen med hende, og skaber en splid mellem Robby og Jonas Brothers, som til sidst bliver lappet. Som afsnittet slutter, synger Hannah og drengene sammen We Got the Party. Senere, forbereder Hannah og hendes far sig på at overraske drengene med skumfidus pistoler, men bliver selv overrasket i stedet. I mellemtiden, forbereder Jackson sig på at vinde $5.000 ved at overgå kængurustylte rekorden på 24 timer og 6 minutter. Imidlertid, snyder Rico ved at tage tid på ham, og lader ham hoppe i 4 timer ekstra uden at fortælle det til Jackson. |             |                                                |                       |                                                                           |                                |                                |                 |
| 43 | 17          | "Don't Stop 'Til You Get the Phone"            | Rich Correll          | Michael Poryes                                                            | 21. september 2007             |                                | 222             |
| 44 | 18          | "That's What Friends Are For?"                 | Mark Cendrowski       | Douglas Lieblein                                                          | 19. oktober 2007               |                                | 224             |
| 45 | 19          | "Lilly's Mom Has Got It Goin' On"              | Jody Margolin Hahn    | Norm Gunzenhauser                                                         | 10. november 2007              |                                | 216             |
| 46 | 20          | "I Will Always Loathe You"                     | Roger S. Christiansen | Michael Poryes                                                            | 7. december 2007               |                                | 218             |
| 47 | 21          | "Bye Bye Ball"                                 | Sean Lambert          | Heather Wordham                                                           | 13. januar 2008                |                                | 220             |
| 48 | 22          | "(We're So Sorry) Uncle Earl"                  | Rich Correll          | Robin J. Stein                                                            | 21. marts 2008                 |                                | 226             |
| 49 | 23          | "The Way We Almost Weren't"                    | Rich Correll          | Andrew Green                                                              | 4. maj 2008                    |                                | 219             |
| 50 | 24          | "You Didn't Say It Was Your Birthday"          | Rich Correll          | Heather Wordham                                                           | 6. juli 2008                   |                                | 225             |
| 51 | 25          | "Hannah in the Streets with Diamonds"          | Roger S. Christiansen | Jay J. Demopoulos & Steven James Meyer                                    | 20. juli 2008                  |                                | 228             |
| 52 | 26          | "Yet Another Side of Me"                       | Shannon Flynn         | Manuskript af: Andrew Green & Sally Lapiduss Historie af: Heather Wordham | 3. august 2008                 |                                | 229             |
| 53 | 27          | "The Test of My Love"                          | Rich Correll          | Jay J. Demopoulos                                                         | 31. august 2008                |                                | 221             |
| 54 | 28          | "Joannie B. Goode"                             | Rondell Sheridan      | Andrew Green                                                              | 14. september 2008             |                                | 227             |
| 55 | 29          | "We're All on This Date Together"              | Roger S. Christiansen | Steven Peterman                                                           | 12. oktober 2008               |                                | 230             |
| - | 30          | "No Sugar, Sugar"                              | Art Manke             | Sally Lapiduss                                                            | 2. november 2008 (udenfor USA) |                                | 223             |
| Note: Dette afsnit blev ikke vist i USA, da en prøvevisning havde vist, at det gav misvisende information om sukkersyge. Det blev efterfølgende omskrevet og optaget på ny, før det blev sendt i tredje sæson som afsnittet Uptight (Oliver's Alright) 20. september 2009. |             |                                                |                       |                                                                           |                                |                                |                 |

### Sæson 3: 2008 – 2010
| Nr. i serien | Nr. i sæson | Titel                                       | Instruktør            | Forfatter                                | Oprindelig sendedato i USA | Produktionskode |
| --- | ----------- | ------------------------------------------- | --------------------- | ---------------------------------------- | -------------------------- | --------------- |
| 56 | 1           | "He Ain't a Hottie, He's My Brother"        | Rich Correll          | Steven James Meyer                       | 2. november 2008           | 302             |
| 57 | 2           | "Ready, Set, Don't Drive"                   | Rich Correll          | Jay J. Demopoulos                        | 9. november 2008           | 301             |
| 58 | 3           | "Don't Go Breaking My Tooth"                | Rich Correll          | Michael Poryes                           | 16. november 2008          | 303             |
| 59 | 4           | "You Never Give Me My Money"                | Roger S. Christansen  | Andrew Green                             | 23. november 2008          | 305             |
| 60 | 5           | "Killing Me Softly with His Height"         | Rich Correll          | Steven Peterman                          | 14. december 2008          | 306             |
| 61 | 6           | "Would I Lie to You, Lilly?"                | Shelley Jensen        | Michael Poryes                           | 11. januar 2009            | 308             |
| 62 | 7           | "You Gotta Lose That Job"                   | Steve Zuckerman       | Heather Wordham                          | 16. februar 2009           | 307             |
| 63 | 8           | "Welcome to the Bungle"                     | Shelley Jensen        | Steven Peterman                          | 1. marts 2009              | 309             |
| 64 | 9           | "Papa's Got a Brand New Friend"             | Shelley Jensen        | Maria Brown-Gallenberg                   | 8. marts 2009              | 310             |
| 65 | 10          | "Cheat It"                                  | Shannon Flynn         | Jay J. Demopoulos & Steven James Meyer   | 15. marts 2009             | 311             |
| 66 | 11          | "Knock Knock Knockin' on Jackson's Head"    | Rich Correll          | Andrew Green                             | 22. marts 2009             | 312             |
| 67 | 12          | "You Give Lunch a Bad Name"                 | Rich Correll          | Heather Wordham                          | 29. marts 2009             | 314             |
| 68 | 13          | "What I Don't Like About You"               | Rich Correll          | Douglas Lieblein                         | 19. april 2009             | 315             |
| 69 | 14          | "Promma Mia"                                | Rich Correll          | Heather Wordham                          | 3. maj 2009                | 320             |
| 70 | 15          | "Once, Twice, Three Times Afraidy"          | Shannon Flynn         | Jay J. Demopoulos & Steven James Meyer   | 17. maj 2009               | 317             |
| 71 | 16          | "Jake... Another Little Piece of My Heart"  | Roger S. Christiansen | Douglas Lieblein                         | 7. juni 2009               | 304             |
| 72 | 17          | "Miley Hurt the Feelings of the Radio Star" | Rich Correll          | Maria Brown-Gallenberg                   | 14. juni 2009              | 313             |
| 73 | 18          | "He Could Be the One"                       | Rich Correll          | Maria Brown-Gallenberg & Heather Wordham | 5. juli 2009               | 326-327         |
| Note: En 50 minutter lang special. |             |                                             |                       |                                          |                            |                 |
| 74 | 19          | "Super(stitious) Girl"                      | Rich Correll          | Michael Poryes & Steven Peterman         | 17. juli 2009              | 316             |
| Tredje del af crossover-trilogien Wizards on Deck with Hannah Montana med Magi på Waverly Place, Det søde liv til søs og Hannah Montana. |             |                                             |                       |                                          |                            |                 |
| 75 | 20          | "I Honestly Love You (No, Not You)"         | Shannon Flynn         | Andrew Green                             | 26. juli 2009              | 318             |
| 76 | 21          | "For (Give) a Little Bit"                   | Rich Correll          | Maria Brown-Gallenberg                   | 9. august 2009             | 319             |
| 77 | 22          | "B-B-B-Bad to the Chrome"                   | Shannon Flynn         | Jay J. Demopoulos & Steven James Meyer   | 23. august 2009            | 322             |
| 78 | 23          | "Uptight (Oliver's Alright)"                | Art Manke             | Sally Lapiduss                           | 20. september 2009         | 223             |
| Note: Dette afsnit skulle oprindeligt være sendt som sidste afsnit i anden sæson med titlen No Sugar, Sugar men blev trukket tilbage og efterfølgende ændret, efter at en prøvevisning havde vist, at det gav misvisende information om sukkersyge.                                                                  |             |                                             |                       |                                          |                            |                 |
| 79 | 24          | "Judge Me Tender"                           | Bob Koherr            | Andrew Green                             | 18. oktober 2009           | 323             |
| 80 | 25          | "Can't Get Home to You Girl"                | Bob Koherr            | Tom Seeley                               | 8. november 2009           | 324             |
| 81 | 26          | "Come Fail Away"                            | Rich Correll          | Douglas Lieblein                         | 6. decembr 2009            | 325             |
| 82 | 27          | "Got to Get Her Out of My House"            | Rich Correll          | Douglas Lieblein                         | 10. januar 2010            | 321             |
| Note: Dette afsnit blev vist af ERT (ET1) og af Disney Channel i Grækenland og Frankrig 10. december 2009, af Disney Channel i Mellemøsten som en af et Hannah Montana-marathon 6. december 2009 og af Disney Channel i Storbritannien 17. december 2009.                                                            |             |                                             |                       |                                          |                            |                 |
| 83 | 28          | "The Wheel Near My Bed (Keeps on Turnin')"  | Bob Koherr            | Jay J. Demopoulos & Steven James Meyer   | 21. februar 2010           | 328             |
| 84 | 29          | "Miley Says Goodbye? (Part 1)"              | Rich Correll          | Michael Poryes & Steven Peterman         | 7. marts 2010              | 329             |
| 85 | 30          | "Miley Says Goodbye? (Part 2)"              | Rich Correll          | Michael Poryes & Steven Peterman         | 14. marts 2010             | 330             |
| Note: Forud for udsendelsen blev afsnittet gjort tilgængelig på dvd'en Miley Says Goodbye?, der blev udgivet 9. marts 2010. Dvd'en omfatter desuden specialen He Could Be the One med en alternativ slutning. Hele afsnittet blev vist af græske ERT (ET1) 21. december 2009 som en del af en særlig juleudsendelse. |             |                                             |                       |                                          |                            |                 |

### Sæson 4 (2010–2011)
| Nr. i serien | Nr. i sæson | Titel                                                | Instruktør                               | Forfatter                                                     | Oprindelig sendedato i USA | Produktionskode |
| --- | ----------- | ---------------------------------------------------- | ---------------------------------------- | ------------------------------------------------------------- | -------------------------- | --------------- |
| 86 | 1           | "Sweet Home Hannah Montana"                          | Bob Koherr                               | Michael Poryes & Steven Peterman                              | 11. juli 2010              | 402             |
| 87 | 2           | "Hannah Montana to the Principal's Office"           | Bob Koherr                               | Steven James Meyer                                            | 18. juli 2010              | 401             |
| 88 | 3           | "California Screamin'"                               | Bob Koherr                               | Jay J. Demopoulos                                             | 25. juli 2010              | 403             |
| 89 | 4           | "De-Do-Do-Do, Da-Don't-Don't, Don't, Tell My Secret" | Adam Weissman                            | Andrew Green                                                  | 1. august 2010             | 404             |
| 90 | 5           | "It's the End of the Jake as We Know It"             | Shannon Flynn                            | Maria Brown-Gallenberg                                        | 8. august 2010             | 405             |
| 91 | 6           | "Been Here All Along"                                | Adam Weissman                            | Douglas Lieblein                                              | 22. august 2010            | 407             |
| 92 | 7           | "Love That Let's Go"                                 | Adam Weissman                            | Heather Wordham                                               | 12. september 2010         | 406             |
| 93 | 8           | "Hannah's Gonna Get This"                            | Bob Koherr                               | Manuskript af: Steven James Meyer Historie af: Donna Jatho    | 3. oktober 2010            | 408             |
| 94 | 9           | "I'll Always Remember You"                           | Bob Koherr (Del 1) Shannon Flynn (Del 2) | Andrew Green & Maria Brown-Gallenberg                         | 7. november 2010           | 409–410         |
| Note: En time lang special. Forud for udsendelsen blev den offentliggjort på dvd'en Who Is Hannah Montana? 2. november 2010. |             |                                                      |                                          |                                                               |                            |                 |
| 95 | 10          | "Can You See the Real Me?"                           | John D'Incecco                           | Douglas Lieblein                                              | 5. december 2010           | 411             |
| 96 | 11          | "Kiss It All Goodbye"                                | Shannon Flynn                            | Manuskript af: Jay J. Demopoulos Historie af: Edward C. Evans | 19. december 2010          | 412             |
| Note: Dette afsnit er også kendt under titlen Kiss It Goodbye.                                                               |             |                                                      |                                          |                                                               |                            |                 |
| 97 | 12          | "I Am Mamaw, Hear Me Roar!"                          | Bob Koherr                               | Heather Wordham                                               | 9. januar 2011             | 413             |
| 98 | 13          | "Wherever I Go"                                      | Bob Koherr                               | Michael Poryes & Steven Peterman                              | 16. januar 2011            | 414–415         |
| Note: En time lang special og det sidste afsnit i Hannah Montana-serien.                                                     |             |                                                      |                                          |                                                               |                            |                 |

## Tv-film
| Titel                                                       | Instruktør      | Forfatter     | Premiere i biografer | Premiere i tv     |
| ----------------------------------------------------------- | --------------- | ------------- | -------------------- | ----------------- |
| "Hannah Montana & Miley Cyrus: Best of Both Worlds Concert" | Bruce Hendricks | N/A           | 1. februar 2008      | 26. juli 2008     |
| Koncertfilm med sange fra de to første sæsoner i serien.    |                 |               |                      |                   |
| "Hannah Montana: The Movie"                                 | Peter Chelsom   | Dan Berendsen | 10. april 2009       | 19. november 2010 |
| Filmens handling finder sted i løbet af tredje sæson.       |                 |               |                      |                   |